# ده‌سیر
ده‌سیر، روستایی از توابع بخش الوار گرمسیری شهرستان اندیمشک در استان خوزستان ایران است.

## جمعیت
این روستا در دهستان قیلاب قرار دارد و براساس سرشماری مرکز آمار ایران در سال ۱۳۹۵، جمعیت آن ۲۵ نفر (۷ خانوار) بوده‌است.